# Wester-Ohrstedt
Wester-Ohrstedt (tiếng Đan Mạch: Vester Ørsted) là một đô thị thuộc huyện Nordfriesland, bang Schleswig-Holstein, Đức.